# 1681
1681 (MDCLXXXI) var ett normalår som började en onsdag i den gregorianska kalendern och ett normalår som började en lördag i den julianska kalendern.

## Händelser

### Händelser
- April – Sundsvall drabbas av en stadsbrand.[1]
- 25 april – Sundsvall drabbas av ännu en stadsbrand.[1]

### Maj
- 24 maj – Canal du Midi genom södra Frankrike öppnas för trafik.

### September
- 30 september – Freden mellan Nederländerna och Sverige ratificeras genom garantitraktaten i Haag. Båda länderna skall följa frederna i Westfalen och Nijmegen. Nederländerna får ställning som "mest gynnad nation" i de svenska hamnarna.

### Oktober
- Oktober – Den svenska reduktionskommissionens första domar fälls.

### December
- 12 december – Borås stad brinner ner.[1]

### Okänt datum
- Lundabiskopen Canutus Hahn sätts att leda försvenskningen av Skånelandskapen. Man börjar ersätta danska böcker med svenska och svenska blir skol- och kyrkospråk.
- Mariefreds kyrka brinner ner.
- Fransmannen Jean-François Regnard företar en resa till Torne lappmark och skriver senare en bok om resan.
- Tolv judar konverterar till kristendomen i Tyska kyrkan i Stockholm. Detta har så stort propagandavärde att kungen, drottningen och änkedrottningen är dopvittnen.
- Olov Svebilius blir ny svensk ärkebiskop.
- Dronten dör ut (omkring detta år).

## Födda
- 14 januari – Marie Karoline von Fuchs-Mollard, österrikisk grevinna och guvernant.
- 24 mars – Georg Philipp Telemann, tysk tonsättare.
- 26 juni – Hedvig Sofia, svensk prinsessa, dotter till Karl XI och Ulrika Eleonora av Danmark.
- 28 september – Johann Mattheson, tysk tonsättare.

## Avlidna
- mars – Marie Fouquet, fransk författare.
- 12 maj – Johannes Baazius d.y., 54, svensk ärkebiskop sedan 1677.
- 7 oktober – Nikolaes Heinsius d.ä., 61, nederländsk filolog och diplomat.
- Fatima Soltan, regerande sultaninna av Qasimkhanatet.

### Fotnoter
1. 1 2 3  ”Värmlands brandhistoriska klubb”. Arkiverad från originalet den 12 oktober 2011. https://www.webcitation.org/62NB7kO36?url=http://www.brandhistoriska.org/olyckor_se.html. Läst 25 mars 2011.